# Торпедо (стадион, Жодино)
«Торпе́до» (бел. «Тарпеда») — многофункциональный стадион в Жодино, Белоруссия. Является домашним стадионом «Торпедо-БелАЗ». Вместимость — 6524 места. Используется главным образом для проведения футбольных матчей и различного рода праздничных мероприятий.

## История
История жодинского стадиона «Торпедо» неразрывно связана с футбольной командой КФК «БЕЛАЗа». Она была создана в 1961 году и изначально называлась «Ракета», что не случайно, так как именно в 1961 году в космос полетел первый человек – Юрий Гагарин. Тренером команды стал Ф. Бутько.
Успех пришел не сразу, так как сказывалось отсутствие достойного обустроенного футбольного поля, где можно было бы не только тренироваться, но и принимать другие команды. По этой причине в 1965 году комитет комсомола завода вышел с предложением к директору БЕЛАЗа И. Сидоровичу начать строительство стадиона. Руководство главного предприятия города поддержало данное предложение и выделило для возведения спортивного объекта большое картофельное поле позади здания Дворца культуры, между железной дорогой и разбиваемым парком культуры и отдыха. К строительству приступили в 1966 году. Кроме футбольного поля и трибун на 5 000 мест были также предусмотрены 400-метровая беговая дорожка и площадки для игры в волейбол, баскетбол, теннис и сектора для прыжков в высоту и длину. Въезд на стадион запланировали со стороны площади рядом с Дворцом культуры.
Руководил работами прораб Г. Лученок. Железобетонные конструкции доставлялись из Смолевичей. Засеивали газон вручную. Сложно было сооружать дренажные системы для защиты поля от подтоплений во время непогоды. Тем не менее осенью 1969 года, после трех лет строительства, стадион был введен в эксплуатацию.
В 2004 году состоялась реконструкция стадиона «Торпедо»: появилась восточная трибуна на 2 000 мест, что позволило значительно увеличить количество зрителей.

## Общие данные
Адрес: Жодино, ул. Деревянко

## Основные характеристики стадиона
Год постройки: 1969

Реконструкция: 2005—2011

Вместительность: 6 524 места.

Информационное табло: 1, электронное, цветное.

### Поле
Размер игрового поля: 105×68 м.

Газон: естественный, травяной, с подогревом.

### Трибуны
Количество трибун: 2 (западная и восточная).